# Nacional Comunismo
O Nacional Comunismo é expressão que costuma ser utilizada para descrever várias formas nas quais a defesa do socialismo foi mesclada com aspectos da identidade nacional de diversos países para formar uma política independente do internacionalismo comunista.
Desse modo, a expressão foi utilizada para descrever movimentos e governos que procuraram formar uma variante distintamente única do comunismo com base em características e circunstâncias nacionais, em vez de seguir políticas estabelecidas por outras nações socialistas, como a União Soviética.
Portanto, os defensores dessa tendência política entendem que a relação entre as classes sociais e a nação tinham suas próprias particularidades nos diferentes países.

## Na França
No dia 7 de abril de 1934, surgiu, na França, o "Parti Français National Communiste," (Partido Nacional-Comunista), fundado pelo jornalista Pierre Clémenti. A entidade era responsável pela publicação do "Le Pays libre" (jornal).
Em julho de 1940, devido a imposições das autoridades da Ocupação da França pela Alemanha Nazista, a entidade passou a ser denominada como: "Parti français national-collectiviste" (Partido francês nacional-coletivista) .

## Na Indonésia
Entre 1948 e 1973, existiu na Indonésia, o Partido Murba, que se proclamava nacional comunista .

## Na Ucrânia
Em 1918, os comunistas ucranianos Serhii Mazlakh e Vasyl' Shakhrai publicaram: o livro "Do Khvyli" (traduzido para o inglês como "On The Current Situation in the Ukraine"), no qual os autores questionaram o que eles viam como dominação russa sobre a Ucrânia na época da Guerra Civil Russa.
Entre 22 e 25 de janeiro de 1920, foi fundado o "Partido Comunista Ucraniano" como uma organização distinta do "Partido Comunista da Ucrânia" (fundado em julho de 1918). Em 24 de dezembro de 1924, o Comintern emitiu uma declaração que exigia a dissolução do Partido Comunista Ucraniano e orientava que seus integrantes se filiassem ao Partido Comunista da Ucrânia. Poucos meses depois, foi realizado o IV Congresso do Partido Comunista Ucraniano que encerrou as atividades dessa organização política. Depois disso, maioria de seus integrantes se juntou ao Partido Comunista da Ucrânia.

## Nas regiões muçulmanas do antigo Império Russo
A partir dos preparativos do Segundo Congresso da Internacional Comunista, realizado entre 19 de julho e 20 de agosto de 1920, teve início um conflito entre comunistas muçulmanos, como Mirsaid Sultan-Galiev, e dirigentes do Partido Comunista da União Soviética, como Lênin e Stálin. Esse conflito se agravaria durante o Congresso dos Povos do Oriente, realizado, em setembro de 1920, em Baku; durante a Primeira Conferência dos Comunistas dos Povos Túrquicos da União Soviética; e, significativamente, durante o X Congresso do Partido Bolchevique, realizado em abril de 1921.

## Romênia
Entre o início da década de 1960 e 1989, a ideologia da República Socialista da Romênia foi muitas vezes descrita como "nacional comunista".
Essa ideologia foi implementada por da meio da liderança de Gheorghe Gheorghiu-Dej, que desenvolveu uma ênfase no nacionalismo romeno quando tentou buscar uma política interna e externa mais autônoma e independente da União Soviética.
Um dos pontos marcantes desse fenômeno foi quando, em 1964, Gheorghiu-Dej anunciou uma "declaração de independência", que afastava a Romênia do internacionalismo proletário.
Essa tendência foi aprofundada por Nicolae Ceaușescu, sucessor de Gheorghiu-Dej, que combinou princípios do  Marxismo-Leninismo com doutrinas nacionalistas de extrema-direita.
Em 1971, Ceaușescu publicou as Teses de Julho, que deram início a uma versão romena da revolução cultural chinesa. Desse modo começou a ser construído um culto à personalidade em favor de Ceaușescu e da idealização da história romena, também conhecida como protocronismo.

## Comunitarismo Nacional-Europeu
A partir de 1960, a doutrina do "Communautarisme national-européen" (Comunitarismo Nacional-Europeu), cujo caráter socialista foi afirmado desde o início, evoluiu, gradualmente, para posições nacional-comunistas. Se nos primeiros anos do movimento, existia uma considerável ala de direita que era fortemente anticomunista, a perspectiva do movimento evoluiu de modo de que, na década de 1980, começa a ter características Euro-Soviéticas, ou seja, passa a defender a criação de um espaço europeu que se estenderia de Dublin até Vladivostok em oposição à hegemonia norte-americana.
Em 1964, no âmbito da organização Jeune Europe, dirigida por Jean Thiriart, ocorreu uma cisão que resultou no afastamento do setor mais fortemente anticomunista e, desse modo, a organização começou a adotar um antiamericanismo radical e teses típicas do Nacional Comunismo. Em 1965, ele definiu o comunismo como "um socialismo nacional-europeu" e acrescentou que "em meio século, o comunismo levará, queira ou não, ao comunitarismo".
No verão de 1966, Thiriart viajou para a Romênia e para a Iugoslávia, onde fez reuniões com lideranças desses países que estavam construindo modelos de comunismo com características nacionais de modo mais independente, com maior autonomia em relação ao Partido Comunista da União Soviética (PCUS).
Em agosto de 1966, a revista diplomática oficial do governo iugoslavo "Medunarodna Politika" publicou um longo artigo de Thiriart, traduzido para servo-croata sob o título de "Evropa od bresta do buquresta".
A partir de 1969, Jean Thiriart suspendeu suas atividades políticas por mais de 10 anos, o que resultou na dissolução da Jeune Europe.
A partir da década de 1980, o nacional-bolchevismo encontrou uma nova expressão política na Europa por meio do "Parti Communautaire National-européen" (Partido da Comunidade Nacional-Europeia - PCNE). Thiriart entendia o "comunitarismo" como uma doutrina que deveria superar o comunismo marxista e não como uma doutrina oposta, trata-se de uma típica posição nacional-bolchevique. Em 1984, ele disse que o "comunitarismo" seria "um comunismo europeu desmarxizado".
Essa evolução ideológica se refletirá de duas maneiras bem distintas. Por um lado, uma visão cada vez mais pró-soviética que, em 1981, resultou na criação da escola doutrinal "Euro-Soviética", além disso, houve aproximação entre o PCNE e os regimes do Leste Europeu que evoluíram na direção do nacional-comunismo, essencialmente a Iugoslávia, liderada por Josip Broz Tito e a Romênia, liderada por Nicolau Ceaucescu.
Outra organização, que no início da década de 1990, defendia a fusão ofensiva entre nacionalismo revolucionário e o comunismo contra a Nova Ordem Mundial hegemonizada pelos Estados Unidos da América era a "Nouvelle Resistence" na França.

### Parti Communautaire National-Européen
Em junho de 1984, foi fundado o "Parti Communautaire National-Européen" (Partido da Comunidade Nacional-Europeia - pcne). Trata-se de um partido que, desde a sua fundação, recusa conscientemente os rótulos de "direita" e "esquerda" e expressa uma ideologia-síntese que se pode qualificar como nacional-comunista.
O presidente fundador do partido era oriundo de círculos nacional-revolucionários geralmente classificados como de extrema direita, mas seu primeiro secretário-geral era um ex militante do Partido Comunista Belga e, a partir de 1963, da cisão maoísta dessa organização.
Desde a sua fundação, o PCNE adotou todas as posições doutrinárias que a "Jeune-Europe" adotou após 1965 e defendeu as teses comunitaristas para uma Europa unitária e comunitária.
A partir de 1988, o PCN continuou a desenvolver seu projeto de síntese antissistema aproximando-se da "l' Association Europe-Ecologie".